# 八大競走
八大競走（はちだいきょうそう）とは、日本の中央競馬における3歳（旧4歳）馬のクラシックの5競走（桜花賞、皐月賞、優駿牝馬（オークス）、東京優駿（日本ダービー）、菊花賞。五大競走あるいは五大クラシックという）に古馬の天皇賞（春・秋）と有馬記念の3競走を加えた8つの競走であり、1984年にグレード制が導入されるまで、重賞の中で特に格の高い競走とされていた。
本項では八大競走のほか、それと関連する競馬の競走（その多くは宝塚記念とエリザベス女王杯および八大競走の事実上の廃止後に創設された秋華賞）ならびに八大競走と同格に扱われていた競走であるジャパンカップについても一部記述する。

## 概要
八大競走のうち、有馬記念を除く7つの競走は、いずれも戦前に創設され、4歳（旧表記）馬の5競走はイギリスのクラシックを範とし、日本でも「4歳馬の最高峰」とされた。
天皇賞は1905年（明治38年）創設の「The Emperor's Cup」に起源を持つ最も歴史の長い競走で、長年にわたり「古馬の最高峰」とされていた。有馬記念は1956年に創設（第1回は中山グランプリ。第2回から有馬記念に変更）され、ファン投票で出走馬を決定する競走であるとともに、一年の総決算競走という位置付けで行われている。この有馬記念を加えて1956年より八大競走と称されることになった。1984年にグレード制が導入された際も、これらの競走はすべてグレードワン（Grade I,GI）に格付けされた。
グレード制導入以前はこれらのレースに加えて中山大障害や宝塚記念、ジャパンカップなどが全国発売競走であった。
後述のとおりグレード制導入当初からGI競走に格付けられているが、八大競走に含まれていない宝塚記念や安田記念、およびエリザベス女王杯などは、グレード制導入前の当時においては現在で言うところの「スーパーGII」相当と見られていた上に、宝塚記念と安田記念とが同一の開催日になることもあった。なお、宝塚記念とジャパンカップ、あるいは天皇賞（春・秋）をまとめて1競走として、宝塚記念、ジャパンカップと1976年創設のエリザベス女王杯を加えて「十大競走」とする意見があり、一部競馬関係誌などでも「十大競走」との表現もなされた（1996年に秋華賞が創設されて以降は事実上「十一大競走」となっている）。
しかし1984年のグレード制導入と同時に、安田記念のGI競走への位置づけと新たにマイルチャンピオンシップの創設、天皇賞・秋の距離短縮で、数字を入れての「○大競走」という表現は使われなくなった。この時から、これらの競走は「大レース」ではなく「GIレース」という言葉に入れ替わって一般化した。ただしこのうち、1981年に創設されたジャパンカップについては、日本中央競馬会（JRA）の公式では八大競走ではないが、国際競走であることと、同会の厩舎関係者表彰においては、最優秀騎手賞と最優秀調教師賞の資格を得るにあたり「1着をとらねばならない競走」のひとつに指定され、八大競走と同格の扱いを受けていた。一方で宝塚記念とエリザベス女王杯、および後年創設の秋華賞は八大競走と同格扱いとはならなかった。
1990年代以降は、GI競走の増加とそれに伴う路線細分化や国際化、安田記念やエリザベス女王杯などの地位向上、秋華賞の新設、ジャパンカップでの外国調教馬の参戦頭数低下などの動きもあって、八大競走およびジャパンカップの地位は相対的に低下しているが、一部マスコミや関係者の間ではジャパンカップ以外の競走に対して現在でも「八大競走」という表現を使用しており、他のGIレースとは一線を画している。なお、日本中央競馬会は2004年に創設した調教師顕彰者の選考基準において「旧八大競走」との表現を用いている。
2010年以降、GI競走における本馬場入場曲については岩代太郎作による楽曲（東日本は『Glory』、西日本は『Victory Road』）が使用されているが、八大競走においては2009年度まで使用されていた楽曲が2012年から再度使用されており、東日本は『グレード・エクウス・マーチ』（作：すぎやまこういち）、西日本は『ザ・チャンピオン』（作：鷺巣詩郎）となっている（ただし、八大競走以外にも使用されるケースは例外的に存在する）。

## 完全制覇・記録
八大競走の歴代優勝記録は各競走（皐月賞、東京優駿、菊花賞、桜花賞、優駿牝馬、天皇賞・春、天皇賞・秋、有馬記念）の項を、ジャパンカップの記録はジャパンカップの記事をそれぞれ参照。

### 競走馬
八大競走のうち桜花賞、優駿牝馬は牝馬限定であり、また1981年春までは天皇賞は一度優勝すると出走できない、いわゆる勝ち抜け制であったため、八大競走のうち牡馬が勝ち得る最大のレース数はクラシック三冠競走といずれかの天皇賞、有馬記念の5レースだった。この5レースすべてを初めて制したのはシンザンで、初めて「五冠馬」という言葉が使われた。
1981年秋より、天皇賞は春・秋ともに優勝馬であっても再出場が可能となり、さらに同年には八大競走と同格のジャパンカップも開設されたため、牡馬が勝ち得るレースはクラシック三冠、春・秋の天皇賞、ジャパンカップおよび有馬記念の7レースとなったが、このすべてを制した競走馬はいない。最も近づいたのは、いずれも天皇賞・秋を除く6レースで1着となったシンボリルドルフとディープインパクトの2頭だが、前者は天皇賞・秋で2着に敗れ、後者は天皇賞・秋にはレースそのものに出走していなかったため、完全制覇を逃している。なお、前者は1985年の春の天皇賞を制した時点でシンザンと同様に五冠であったが、後にジャパンカップと2度目の有馬記念を制したことから「七冠馬」と称されて、後者もシンザンと同様の五冠であるが、こちらは4歳時に宝塚記念とジャパンカップを制していたことから、こちらも「七冠馬」とアピールされた。なお、シンザンも宝塚記念を制してはいるが、当時同競走は八大競走扱いではなかったため「六冠馬」とは言われていなかった。この他のクラシック三冠馬はオルフェーヴルが5勝、ミスターシービーとナリタブライアンが4勝している。また、コントレイルも三冠に加えてジャパンカップを制している。
クラシック三冠馬以外で多数の八大競走とジャパンカップを制した馬としては、テイエムオペラオーとキタサンブラックの6勝、トウカイテイオー・スペシャルウィーク・シンボリクリスエス・メイショウサムソン・ゴールドシップ・イクイノックス・ドウデュースの4勝などがある。
牝馬は、ジャパンカップを含めるとアーモンドアイが6勝で最多。以下5勝でジェンティルドンナ、4勝でブエナビスタ、3勝でクリフジとウオッカの2頭が続いている。なお、クリフジが活躍した時代は有馬記念とジャパンカップの創設前であり、3勝のうち2勝は牡牝混合競走である。また、ジェンティルドンナとアーモンドアイの2頭は、八大競走には含まれないが秋華賞も制し牝馬三冠を達成した。続く2勝を記録した牝馬は多数いるが、2勝とも牝馬限定以外の八大競走だったのは、ヒサトモ、ガーネツト、トウメイの3頭である。なお、3頭の現役期間についてもジャパンカップの創設前であった。

### 種牡馬
ヒンドスタン、パーソロン、サンデーサイレンス、ディープインパクトは産駒が八大競走を完全制覇しており、ジャパンカップ創設より10年以上前に没しているヒンドスタン以外は産駒がジャパンカップも制している。とりわけ、サンデーサイレンスの産駒は全てのレースにおいて3勝以上を挙げている。上述の4頭はいずれも三冠馬（それぞれシンザン、シンボリルドルフ、ディープインパクト、コントレイル）の父であり、サンデーサイレンスとディープインパクトは牝馬三冠馬（それぞれスティルインラブ、ジェンティルドンナ）も輩出している。
なお、戦前に活躍した種牡馬のトウルヌソルの産駒は、戦後に創設された有馬記念とジャパンカップを除く7レースを制している。
ジャパンカップを除くと、あと1つ届かなかった種牡馬にブライアンズタイム（天皇賞(秋)未勝利・最高2着）等がいる。

### 騎手
保田隆芳、武豊、クリストフ・ルメールが八大競走を（保田以外はジャパンカップも）完全制覇している。武は全ての八大競走とジャパンカップを3勝以上勝利している。現役騎手では横山典弘が桜花賞、ミルコ・デムーロが天皇賞・春を勝利すればそれぞれ八大競走制覇となる。
ジャパンカップを除くと、あと1つ届かなかったのは、加賀武見（皐月賞勝利なし。ただし加賀は皐月賞には1961年から1979年まで19年連続で出走して「同一クラシック最多連続出場」を記録している・最高2着4回）、柴田政人（優駿牝馬勝利なし・最高3着）、河内洋（天皇賞・秋勝利なし・最高2着）、岡部幸雄（桜花賞勝利なし・最高3着2回）、安藤勝己（皐月賞勝利なし・最高3着）、蛯名正義（東京優駿勝利なし・最高2着2回）、福永祐一（有馬記念勝利なし・最高2着）の7人。ただしジャパンカップは1981年創設のため、加賀の主な活躍時期はジャパンカップ創設前であった。

### 調教師
尾形藤吉、武田文吾が八大競走を完全制覇している。現役調教師では友道康夫が桜花賞を勝利すれば完全制覇となる。
あと1つ届かなかったのは、田中和一郎（有馬記念勝利なし）、藤本冨良（天皇賞・秋勝利なし）、稲葉幸夫（皐月賞勝利なし）の3人。但し田中は第1回中山グランプリ（1956年12月）開催直後の翌1957年1月に逝去しており、主な活躍時期が有馬記念創設前（八大競走ではなく七大競走時代）という事情もあった。

### 馬主
サンデーレーシングとキャロットファームが八大競走とジャパンカップを完全制覇している。なお同一名義ではないが、サンデーレーシングが属する社台グループの創業者である吉田善哉は、吉田の個人名義での所有馬と社台グループ配下の法人馬主である社台レースホース名義の所有馬とで事実上八大競走を、金子真人は金子名義の所有馬と法人馬主である金子真人ホールディングスの所有馬とで事実上八大競走とジャパンカップを完全制覇している。社台レースホースは天皇賞・春を勝利すれば八大競走制覇となる。

### 生産者
社台ファーム、ノーザンファームが八大競走とジャパンカップを完全制覇している。これに次ぐのがノースヒルズである（優駿牝馬、有馬記念未勝利）。

## 特記事項

### 異なる八大競走を同一日に実施した事例
1967年は、全学共闘会議のストライキによる影響で、同年4月2日開催予定だった桜花賞と同9日開催予定だった皐月賞はともに4月30日へと延期となったことで、八大競走史上初めておよび史上唯一、これら八大競走を同一日に異なる競馬場で施行した（桜花賞は当初予定の阪神より京都に変更。皐月賞は中山で変更なし。なおこの年の中山はストライキによる日程変更の影響で4〜5月も開催していた<通常この時期は東京開催となっている>）。
当日はNHK杯（同競走は東京開催が所定だが、この年は中山で開催していた。なお、日程は当初計画通りであった）も開催されていたので中山競馬場では1日2重賞となった。なお、前日29日は天皇賞・春が京都で開催されていた（ただしこれは当初計画通りであった）ため、2日連続での八大競走施行となったが、この事例も史上初にして史上唯一であった。
なお、同一日に同一の競馬場で複数の八大競走を同時施行したことは一度もなかった。

### 勝馬投票券の前日発売制度
八大競走の事実上の廃止後に開始されたものであるが、旧八大競走とジャパンカップの枠順の決定日は、他のGI競走とは異なり、木曜日に決定することとなっている。また、2021年までは桜花賞と優駿牝馬を除き、勝馬投票券のWINS（発売場所限定）での金曜日発売を実施していた（他のGI競走は金曜日の概ね午前に決定。ただし宝塚記念とチャンピオンズカップに限り、旧八大競走とジャパンカップと同じく木曜日に決定する）。
なおインターネット投票を利用した馬券の場合は、原則として金曜日の夜間発売（原則18時30分以後。ただし上記の窓口発売がなされる競走の金曜発売が行われるときは原則21時）から購入できる。

### 特別料金
一部のエクセルフロアでは桜花賞・オークス以外の八大競走と宝塚記念・ジャパンカップ当日に限り利用料金が通常の料金よりも高くなる特別料金が設定されている。
2024年現在はほとんどのエクセルフロアで日本ダービーと有馬記念当日のみ特別料金を設定している。